# Die mitte

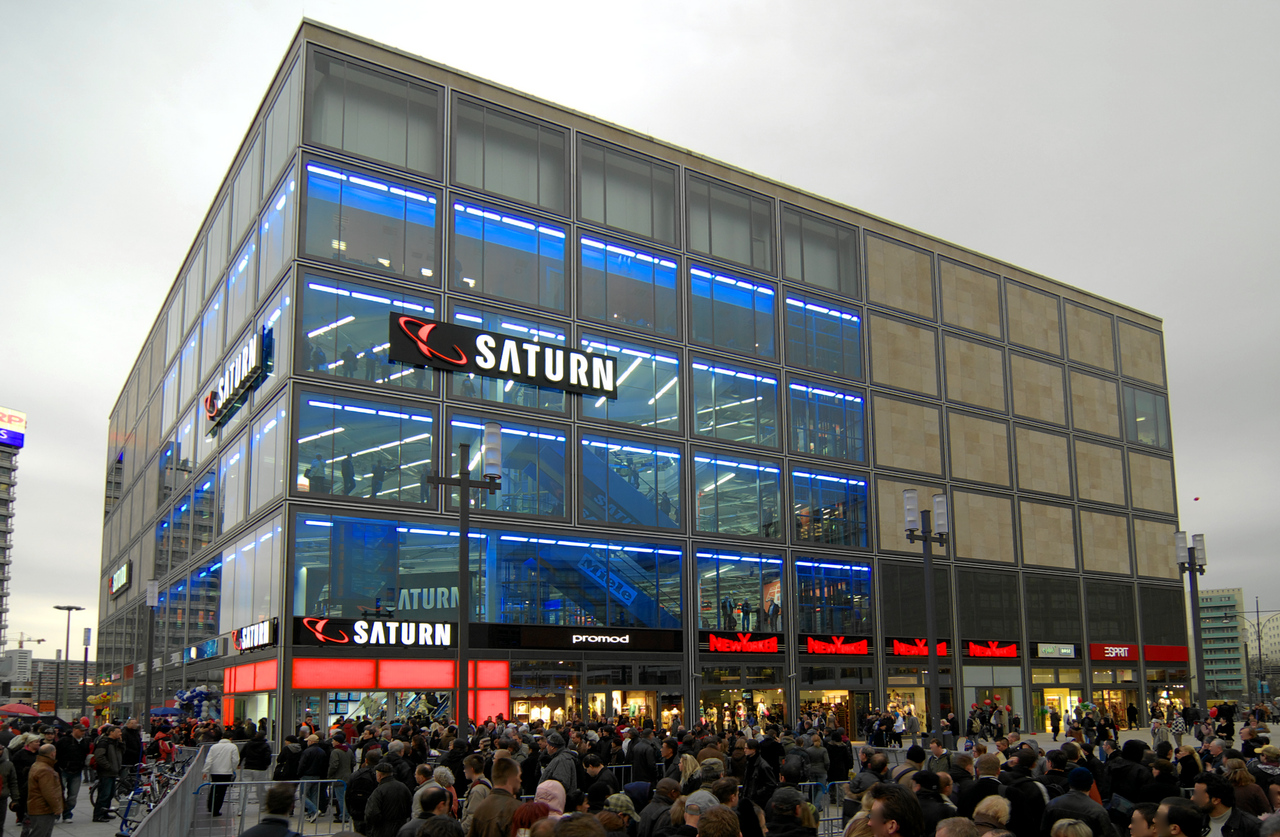
Das Geschäftshaus am Tag der Eröffnung

die mitte ist der Name eines Geschäftshauses auf dem Alexanderplatz im Berliner Ortsteil Mitte. Neben dem Hauptmieter Saturn sind neun weitere Geschäfte im Gebäude untergebracht. Die Eröffnung fand am 25. März 2009 statt. Direkt neben dem Gebäude auf dem gleichen Grundstück ist ein Wohnhochhaus vorgesehen.

## Gebäude und Geschäfte

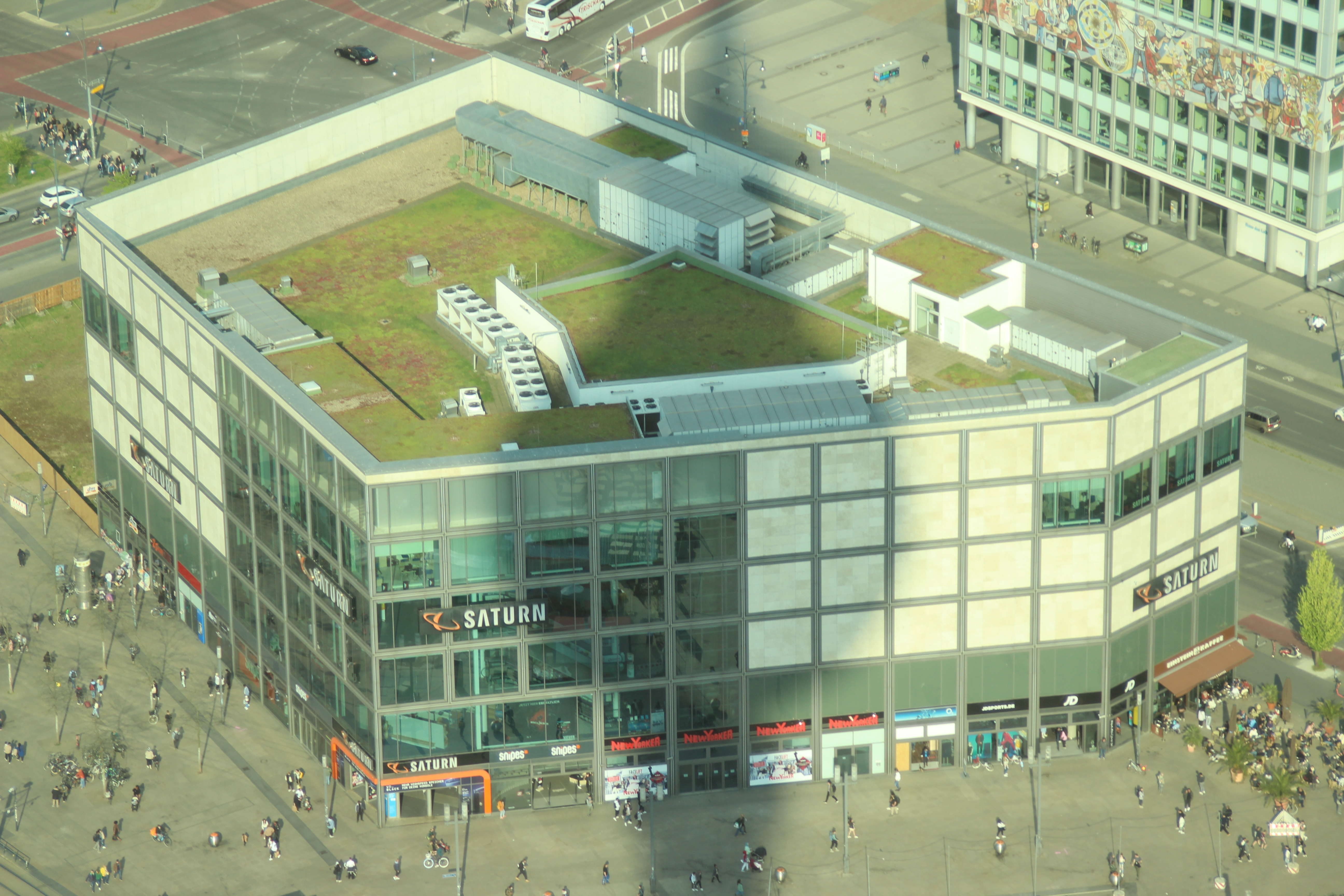
„die mitte“ vom Berliner Fernsehturm gesehen

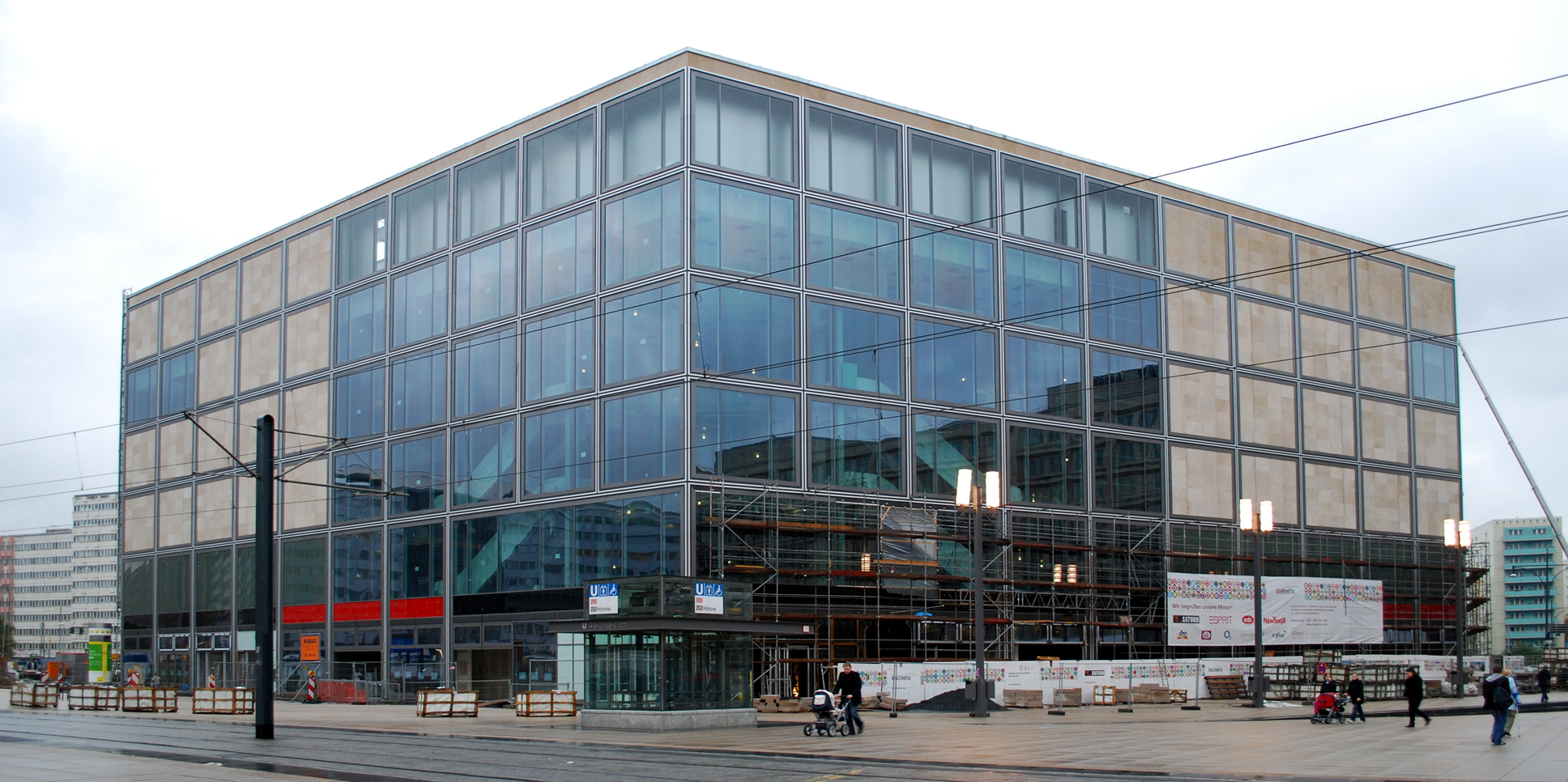
„die mitte“ während der Bauarbeiten nach dem Abbau der Gerüste, Oktober 2008

Das Gebäude ist mit Dachgeschoss sechsgeschossig und bietet auf einer Grundfläche von 3.886 m² insgesamt 22.200 m² Bruttogeschossfläche, wovon rund 17.500 m² für den Einzelhandel vorgesehen sind. Es handelt sich um kein Shoppingcenter im klassischen Sinne, da alle Läden ihre Eingänge zum Platz haben und nicht über eine Passage verbunden sind. Unterhalb des Gebäudes befindet sich eine kleine Tiefgarage mit 70 Parkplätzen.
Hauptmieter ist die Elektrohandelskette Saturn, die aus dem Untergebäude des nahen Hotels umgezogen ist. Saturn mietete sämtliche Obergeschosse und verdoppelte damit seine Verkaufsfläche von 4.500 auf rund 9.000 m², die Gesamtfläche beträgt 14.000 m². Damit befindet sich der größte Elektronik-Markt Berlins nur rund 200 Meter entfernt von einem der größten MediaMärkte Deutschlands, der im Herbst 2007 im Einkaufszentrum Alexa eröffnet hat. Er gehört zu den drei größten Saturn-Filialen Deutschlands.
Im Erd- und Untergeschoss des Gebäudes befinden sich neun Geschäfte, unter anderem die der Handelsketten New Yorker, dm und snipes.

## Geschichte
Der Gewinnerentwurf des kurz nach der politischen Wende durchgeführten Architektenwettbewerbs zur Gestaltung des Alexanderplatzes vom Berliner Architekten Hans Kollhoff hatte das Ziel, die Platzfläche durch ein Gebäude im Nordosten zu verkleinern. Die entsprechenden Bebauungspläne wurden schon 1994 genehmigt, ohne dass zunächst etwas geschah.
Die 5.329 m² große Fläche (im Bebauungsplan „Baublock D4“) gehört der texanischen Grundstücksentwicklungsgesellschaft Hines. Ein erster genannter Zeitpunkt für den Baubeginn war das Frühjahr 2005, zunächst passierte jedoch nichts, da laut Hines der potenzielle Hauptmieter nicht mehr zur Verfügung stand. Im September 2006 kündigte Hines dann erneut den Baubeginn für Anfang 2007 an.
Am 24. Mai 2007 war die Grundsteinlegung für das Gebäude der Architekten Rhode, Kellermann und Wawrowsky, Richtfest wurde am 18. Juni 2008 gefeiert. Hines investierte rund 100 Millionen Euro in das Projekt. Zunächst vom Investor geplante großflächige Leuchtreklamen wurden nach Ablehnung durch den Bezirk Mitte und den Senat nicht angebracht.
Unterhalb des Gebäudes befindet sich ein Tunnel der U-Bahn. Daher überbrücken mehrere 16 Meter lange und 120 Tonnen schwere Stahlträger den Tunnel und verteilen die Last.
Am 25. März 2009 wurde das Geschäftshaus um Mitternacht eröffnet, dabei waren wegen des erwarteten Andrangs aus Sicherheitsgründen mehr als 100 Sicherheitskräfte und 50 Polizisten im Einsatz.
Im Juli 2009 wurde das Gebäude von der Entwicklungsgesellschaft Hines für 126,6 Millionen Euro an die Immobilienfirma Commerz Real, eine Tochter der Commerzbank, verkauft.
Nach fast genau zwei Jahren Haltedauer verkaufte die Commerz Real das Gebäude im Juli 2011 nach eigenen Angaben für 124,2 Millionen Euro an einen nicht näher genannten ausländischen Investor, wobei die Erwähnung eines angeblichen Mehrerlöses von 5,8 Millionen Euro nahelegt, dass die Preisangaben unzuverlässig sind.

## Hochhaus
In den ursprünglichen Nachwende-Plänen waren am Alexanderplatz zehn Hochhäuser vorgesehen, eines davon auf dem Grundstück des Geschäftshauses die mitte. Bei dessen Errichtung wurde ein 1.400 m² großes Areal an der Nordseite für die Bebauung mit einem Hochhaus vorbereitet. Im Sommer 2013 startete Hines einen Architektenwettbewerb, zu dem neun Architekten eingeladen wurden, am 17. September 2013 wurde eine zweite Runde gestartet, zu der vier der neun Architekten ihre Pläne überarbeiten können. Im Wettbewerb setzte sich der Architekt Frank Gehry durch, Baubeginn für das 39-geschossige Wohnhochhaus, das 250 Millionen Euro kosten soll, sollte 2015 sein. Der Turm bietet 38.000 m² Nutzfläche, von denen 32.000 m² für Wohnungen genutzt werden sollen. In den unteren neun Etagen entsteht ein Hotel.